# Iastrubînți, Illinți
Iastrubînți (în ucraineană Яструбинці) este un sat în comuna Kupciînți din raionul Illinți, regiunea Vinnița, Ucraina.

## Demografie
Componența lingvistică a localității Iastrubînți
     Ucraineană (99,26%)
     Alte limbi (0,74%)
Conform recensământului din 2001, majoritatea populației localității Iastrubînți era vorbitoare de ucraineană (99,26%), existând în minoritate și vorbitori de alte limbi.